# 上道駅 (鳥取県)
上道駅（あがりみちえき）は、鳥取県境港市中野町字下駒ケ坪にある西日本旅客鉄道（JR西日本）境線の駅である。妖怪の名前から取られた愛称は一反木綿駅である。

## 歴史
- 1952年（昭和27年）7月1日：国鉄境線余子駅 - 境港駅間に新設[1]。
- 1987年（昭和62年）4月1日：国鉄分割民営化に伴い、JR西日本に移管[1]。
- 2019年（平成31年）3月16日：車載型IC改札機により、ICカード「ICOCA」が利用可能となる。

## 駅構造
境港方面に向かって右側に単式ホーム1面1線を有する地上駅（停留所）。米子駅管理の無人駅。駅舎は無く、ホーム境港寄りの出入口から直接ホームへ入る形となっており、以前はその出入口付近に乗車駅証明書発行機が設置されていた。また、現在も自動券売機は設置されていない。

## 利用状況
近年の1日平均乗降人員の推移は以下の通り。
| 乗降人員推移 | 乗降人員推移 |
| 年度         | 1日平均人数  |
| ------------ | ------------ |
| 2011年       | 344          |
| 2012年       | 361          |
| 2013年       | 367          |
| 2014年       | 362          |
| 2015年       | 358          |
| 2016年       | 392          |
| 2017年       | 377          |
| 2018年       | 356          |

## 駅周辺
- 境港市民体育館
- 鳥取県立境高等学校

### バス路線
駅前の一般道路上（メルヘン託児所前）に「上道駅」停留所がある。
- はまるーぷバス
  - 生活コース（右回り・左回り）

## その他
- 山陽本線の上道駅（じょうとうえき）と区別するため、一部の切符において当駅は「（境）上道」と表示される他、ICOCA使用履歴については「アガリミチ」と片仮名表記されている[4]。

## 隣の駅
西日本旅客鉄道（JR西日本）
 境線
余子駅（こなきじじい駅） - 上道駅（一反木綿駅） - 馬場崎町駅（キジムナー駅）